# Шакой
Шако́й (кабард.-черк. Щакӏуей) — река в республике Кабардино-Балкария. Правый приток Малки.

## Характеристики
Берёт своё начало к юго-востоку от села Псыншоко и протекает по территории Прохладненского района. В районе леса Гой принимает свои главные притоки — Чёрная и Мокрая Псарыша.
Устье реки находится в 47 км по правому берегу реки Малка, к востоку от села Янтарное. Длина реки составляет 15 км. Крупнейший приток — река Мокрая Псарыша.
Вдоль долины реки расположены сёла — Советское, Черниговское и Янтарное.

## Данные водного реестра
По данным государственного водного реестра России относится к Западно-Каспийскому бассейновому округу, водохозяйственный участок реки — Малка от Кура-Марьинского канала и до устья, без реки Баксан, речной подбассейн реки — подбассейн отсутствует. Речной бассейн реки — Реки бассейна Каспийского моря междуречья Терека и Волги.
По данным геоинформационной системы водохозяйственного районирования территории РФ, подготовленной Федеральным агентством водных ресурсов:
- Код водного объекта в государственном водном реестре — 07020000812108200004443
- Код по гидрологической изученности (ГИ) — 108200444
- Код бассейна — 07.02.00.008
- Номер тома по ГИ — 08
- Выпуск по ГИ — 2